# Neuroleon (Neuroleon) crosi
Neuroleon (Neuroleon) crosi is een insect uit de familie van de mierenleeuwen (Myrmeleontidae), die tot de orde netvleugeligen (Neuroptera) behoort. 
Neuroleon (Neuroleon) crosi is voor het eerst wetenschappelijk beschreven door Navás in 1922.